# Echi
Echi (kinesiska: 鹅池) är en köping i sydvästra Kina. Den ligger i stadsdistriktet Qianjiang i storstadsområdet Chongqing, omkring 200 kilometer öster om det centrala stadsdistriktet Yuzhong. Antalet invånare är 8 581. Befolkningen består av 4 119 kvinnor och 4 462 män. Barn under 15 år utgör 27,0 %, vuxna 15-64 år 59 %, och äldre över 65 år 13,0 %.